# Catalogo delle donne
Il Catalogo delle donne (in greco antico: γυναικῶν κατάλογος?, gynaikôn katalogos) è uno dei tre poemi di Esiodo. In origine suddiviso in cinque libri, oggi ne restano solo frammenti su papiro, per un totale di circa un terzo o un quarto dell'estensione originaria.

## Struttura
Il Catalogo si legava direttamente agli ultimi versi della Teogonia, in cui Esiodo invitava a cantare delle donne che si unirono a divinitàː
Muse d'Olimpo figlie dell'egioco Zeus,

quelle che allora vivevano assai virtuose e belle in terra 

e la cintura slacciaron a causa di Afrodite aurea 

e, congiunte con dèi, figli simili a dèi procrearono. 

Infatti allora in comune erano le mense, in comune le riunioni 

sia per gli dèi immortali che per gl'uomini mortali; 

e tuttavia non ugual spazio di vita, come per gli dèi immortali, 

fruivano uomini e donne e questi, sempre alla morte 

guardando nell'animo, perivano per la vecchiaia lor assegnata. 

Gli uni lungamente duravano a guardare la luce del sole, 

vigorosi giovanilmente, gli altri subito, traversando le porte d'Ade, 

gli immortali decidevano che lasciassero la fresca età di gioventù. 

Di tali donne ditemi la stirpe e la prole luminosa, 

a quante si congiunse l'Olimpio Zeus voce altisonante, 

seminando figli rapidi e figlie belle, 

con quali si congiunse in letto nuziale Poseidone, 

con quante si congiunse Ares e Febo Apollo, 

ogni qualvolta che li soggiogava l'amor d'una donna bella cintura, 

a quante si stese accanto Efesto, lo Zoppo, 

a quali a sua volta si unì Ermes Argifonte 

e con quante si congiunse la forza d'Eracle.»
(Fr. 1 M.-W. - trad. A. D'Andria)
Nel I libro si illustrava infatti la storia più antica dell'umanità. Tuttavia, in seguito Zeus mandò un diluvio che mise fine a quell'età dell'oro e diede l'inizio all'età eroica con i discendenti di Deucalione. A questo punto vengono ricordati i capostipiti delle tre stirpi greche, Doro, Eolo e Xuto, per concentrarsi poi sugli Eolidi, ossia Creteo, Atamante, Sisifo, Salmoneo, Periere e Deione, oltre alle figlie Pisidice, Calice, Canace e Perimede, giungendo a Leda e i suoi figli Clitemestra, Castore e Polluce, ad Altea e suo figlio Meleagro, poi alla giovane Deianira, responsabile della morte di Eracle. Dei discendenti di Salmoneo viene ricordata Tiro, madre di Pelia e Neleo, quest'ultimo padre di Nestore e di Però, zia del vate Melampo. Il libro terminava, forse, con le vicende di Atamante e Ino.
Nel II libro, Esiodo raccontava le vicende di Atalanta, di Asclepio e dei Minii, per poi concentrarsi sui discendenti di Inaco, specie su Io, rapita da Zeus, dal quale ebbe Epafo dalla cui stirpe discenderanno Danao ed Europa, delle figlie di Danao e del ratto di Europa, che generò Radamanto, Sarpedonte e Minosse.
Di quest'ultimo e della discendenza di Pelasgo si parlava nel III libro, mentre argomento del IV libro erano le genealogie degli Atlantidi e dei discendenti di Asopo fino a Peleo e suo figlio Achille.
Con gli Eacidi si arriva all'ultimo libro, il V, incentrato sull'evento finale dell'età eroica, ossia la guerra di Troia, di cui il poeta cantava i prodromi, elencando le storie dei corteggiatori di Elena, fino ad arrestarsi allo scoppio della guerra.
Di non facile collocazione, infine, sono lunghi frammenti con i miti ateniesi e Atteone.

## Analisi
Gli autori antichi più comunemente si riferivano al poema come Catalogo delle donne o semplicemente Catalogo, ma furono impiegati anche diversi titoli alternativi. L'enciclopedia del X secolo nota come Suda fornisce una versione estesa del titolo, Catalogo delle donne eroiche (Γυναικῶν Ἡρωϊνῶν Καtάλογος), e un'altra fonte tardiva, il poeta e grammatico bizantino del XII secolo Tzetzes, preferisce chiamare il poema Genealogia Eroica (Ἡρωϊκὴ Γενεαλογία). Tuttavia, il titolo alternativo più antico e popolare era Eoie (Ἠοῖαι o Ἢ οἷαι, latino Eoeae), secondo la formula femminile ē 'hoiē (ἢ οἵη, "o quale (donna), o come quella che..."). che introduce nuove sezioni all'interno della poesia attraverso l'introduzione di un'eroina o eroine. Nel catalogo la formula viene utilizzata come strumento di strutturazione dei miti, che consente al poeta di riprendere un ramo spezzato di un albero genealogico o di saltare orizzontalmente attraverso più genealogie verso una nuova figura e linea genealogica.
Oggi si è comunemente propensi a ritenerlo un'opera post-esiodea, seguendo le argomentazioni di Martin L. West, che ne sostiene la posteriorità per motivi poetici, linguistici, culturali e politiciː un poeta ateniese "compilò il Catalogo delle donne e lo legò alla Teogonia di Esiodo, come se fosse tutto esiodeo", tra il 580 e il 520 a.C.
Il poema è perduto, ma sono stati trovati frammenti di oltre cinquanta copie antiche, risalenti al periodo ellenistico fino ai primi tempi bizantiniː Il primo papiro è P.Lit.Lond. 32, che risale agli inizi del III secolo a.C.; l'ultimo è P.Berol. inv. 9777, assegnato al IV secolo d.C. Questa diffusione del testo è spiegabile con il fatto che il poema tracciava, di fatto, una mappa del mondo greco, della sua evoluzione e dei suoi miti eroici attraverso le genealogie eroiche, ponendosi all'inizio di una coscienza panellenica. L'influenza più ampia del Catalogo, in questo senso, fu su Pindaro e sulla tradizione lirica, sulla poesia ellenistica e sulla poesia latina, come in Ovidio.